# Sulfat de aluminiu
Sulfatul de aluminiu este o sare anorganică de aluminiu cu formula Al2(SO4)3 care se prezintă de obicei ca un solid alb de cristale lucioase. Culoarea acestui compus chimic este influențată de concentrația de fier sau de alte impurități.